# Sortgran
Sortgran (Picea mariana) er et mellemstort, stedsegrønt nåletræ med en tætgrenet, kegleformet vækst og en meget smal top. Hovedgrenene er korte og hængende med opadbøjede spidser.

## Beskrivelse
Barken er først rødbrun og behåret. Senere bliver den rødgrå og afskallende, og på gamle grene og stammer er den rødligt mørkegrå med små, grå skæl. Knopperne er omvendt ægformede og lysebrune. Nålene er tynde, stive og firkantede i tværsnit, og de sidder tæt hele vejen rundt om skuddet. Oversiden er mørkegrøn med et blåligt skær, mens undersiden har to lyseblå striber.
De hanlige blomster findes i små, højrøde og kegleformede stande, der sidder tæt overalt på planten. De hunlige blomster er samlet i små røde, oprette stande, der sidder i toppen af træet. Koglerne er ægformede og i begyndelsen rødlige, men senere bliver de rødbrune og skinnende. Frøene er vingede.
Rodnettet er normalt fladt og højtliggende, men på gode voksesteder kan der udvikles en pælerod. Arten har mykorrhiza med hulstokket rørhat (Suillus cavipes), rød ametysthat (Laccaria laccata), tvefarvet ametysthat (Laccaria bicolor), Pisolithus tinctorius og med arter af slægterne Cenococcum og skægtrøffel (Rhizopogon).
Højde x bredde og årlig tilvækst: 15 x 2 m (10 x 3 cm/år), men størrelsen aftager, hvor forholdene er mere barske. Ved skovgrænsen opnår træet præcis den højde, som er bestemt af snelagets tykkelse.

## Hjemsted
Sortgran er udbredt i hele det trædækkede Canada og Alaska, hvor den danner skovgrænse ind mod tundraen. Desuden findes arten spredt på sure og våde biotoper i USA's stater ved de store søer og i New England.
I provinsen Manitobas lavland op mod Hudsonbugten, Canada, finder man en åben skovtype, hvor arten er dominerende over en vegetation med bl.a. arktisk pil, blåbærpil, fjeldrevling, hvidgran, sumpbirk og tyttebær
| Portal | Portal:Botanik |

## Note
1. ↑  J. C. Ritchie: The Vegetation of Northern Manitoba Arkiveret 24. maj 2013 hos  Wayback Machine (engelsk)